# Новый Путь (Краснодарский край)
Новый Путь — упразднённый хутор в Щербиновском районе Краснодарского края. Входил в состав Екатериновского сельского поселения. Исключен из учётных данных в 2025 году.

## География
Хутор расположен в 16 км северо-восточнее административного центра поселения — села Екатериновка (по дороге 20 км).

## Население
| 2002 | 2010 |
| ---- | ---- |
| 0    | ↗1   |